# Bathybates
Bathybates – rodzaj słodkowodnych, drapieżnych ryb okoniokształtnych z rodziny pielęgnicowatych (Cichlidae).

## Występowanie
Gatunki endemiczne jeziora Tanganika w Afryce Wschodniej. Zasiedlają strefę batybentalu.

## Klasyfikacja
Gatunki zaliczane do tego rodzaju:
- Bathybates fasciatus
- Bathybates ferox
- Bathybates graueri
- Bathybates hornii
- Bathybates leo
- Bathybates minor
- Bathybates vittatus

Gatunkiem typowym rodzaju jest Bathybates ferox.

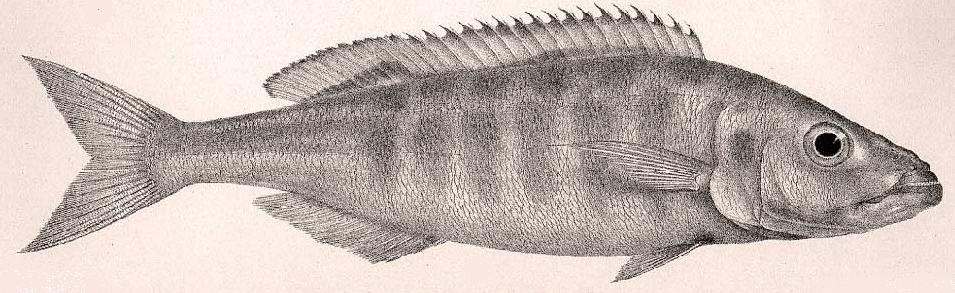
Bathybates fasciatus